# Елина Кантакузин
Елина Кантакузин је била румунска племкиња. Била је ћерка војводе Радуа X Шербана Басараба, господара Влашке (1601-1611). Удала се за бојарина Константина I Кантакузина (постелника), члана породице Кантакузино, са којим је имала неколико деце, укључујући Драгија Кантакузина, војводу Шербана Кантакузина (господар Влашке), Константина II Кантакузина столникул (хуманиста и политичар), Михаја Кантакузина (Хуманиста и политичар), и Станка (удата за члана породице Бранковеану, мајка војводе Константина Бранковеануа).
Елина је стекла добро образовање током очевог боравка у Бечу. Удала се за великог постелника Константина I Кантакузина (највероватније 1628. године), имала је велики мираз - имања, која су додата онима које је поседовао младожења, потомак византијске династије основане у румунским земљама.
Елина Кантакузин је путовала са својом ћерком Станком Бранковеану и сином Михајем у Свету земљу, посетили су Јерусалим и гору Синај; због тога је ктитор Михај један од манастира које је основао назвао Синаја, од чега потиче и име краљевског града Синаја.
Елина Кантакузин је умрла 1686. године, за време владавине њеног сина војводе Шербана. Њен тестамент, је ограничио Шербанов удео у њеном великом богатству, изазвао је злу крв између њега и његове браће.